# جنی بیون

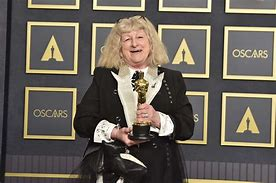
جنی بیون

جنی بیون (انگلیسی: Jenny Beavan؛ زادهٔ ۱۹۵۰ (۷۴–۷۵ سال)) یک طراح صحنه و لباس اهل بریتانیا است.

## فیلمشناسی
- بازمانده روز